# Dalgasgade
 Der er for få eller ingen kildehenvisninger i denne artikel, hvilket er et problem. Du kan hjælpe ved at angive troværdige kilder til de påstande, som fremføres i artiklen.

Dalgasgade er en vej i centrum af Herning. Den er opkaldt efter Enrico Mylius Dalgas, der var vejingeniør og stod for en stor del af hedens tilplantning og var dermed en kendt person i byen.
Vejen kaldes undertiden for Wall Street pga. de mange banker, der har placeret sig i gaden. Heriblandt kan nævnes Vestjysk Bank, Sydbank, Danske Bank og Spar Nord Bank. Tidligere lå også hovedsædet for Bonusbanken her (nr. 30), indtil banken krakkede under finanskrisen i 2008.
Af markante bygninger kan nævnes Dalgashus, Finanscenter Herning, Queens Corner samt Truelsens villa (nr. 30).